# Лосино-Петровський міський округ
Ло́сино-Петро́вський міський округ (рос. Лосино-Петровский городской округ) — муніципальне утворення на північному сході Московської області Росії.
Адміністративний центр — місто Лосино-Петровський.

## Населення
Населення округу становить 47827 осіб (2019; 40060 у 2010, 38038 у 2002).

## Історія
Міський округ був утворений 2006 року шляхом перетворення Лосино-Петровської міської адміністрації. 5 червня 2018 року до складу міського округу включені ліквідовані Свердловське міське поселення та Анискинське сільське поселення Щолковського району.

## Склад
| Населений пункт                     | Населення, осіб (2002) | Населення, осіб (2010) |
| ----------------------------------- | ---------------------- | ---------------------- |
| Анискино, село                      | 548                    | 836                    |
| Біокомбіната, селище                | 4677                   | 4604                   |
| Больниці МІД СРСР, селище           | 102                    | -                      |
| Кармоліно, присілок                 | 56                     | 38                     |
| Корпуса, присілок                   | 726                    | 1130                   |
| Леоніха, присілок                   | 161                    | 246                    |
| Лосино-Петровський, місто           | 22324                  | 22550                  |
| Митянино, присілок                  | 30                     | 53                     |
| Мідне-Власово, селище               | 457                    | 436                    |
| Мізиново, присілок                  | 1132                   | 1220                   |
| Орловка, присілок                   | 26                     | 66                     |
| Осеєво, присілок                    | 294                    | 341                    |
| Райки, присілок                     | 59                     | 84                     |
| Савинки, присілок                   | 7                      | 66                     |
| Свердловський, селище міського типу | 5683                   | 6763                   |
| Топорково, присілок                 | 107                    | 63                     |
| Уліткино, присілок                  | 245                    | 213                    |
| Юность, селище                      | 1404                   | 1351                   |